# Jean Granaud
Jean Granaud est un homme politique français né le 14 janvier 1858 à Saint-Gilles. Il est surtout connu pour avoir été maire (1908-1919) de la ville d'Arles.

## Biographie
Jean Granaud est un propriétaire-exploitant du Mas d'Agon en Camargue et le président du Comité agricole de l'arrondissement d'Arles, il succède à Honoré Nicolas à la mairie d'Arles.

En 1909, il inaugure le Museum Arlaten et, sur la place du Forum, la statue de Frédéric Mistral en présence du poète. Il crée la bibliothèque municipale et le syndicat d'initiative. En 1913, il reçoit le président Raymond Poincaré en voyage dans le midi.
Depuis 1934, une rue d'Arles porte son nom.

## Famille

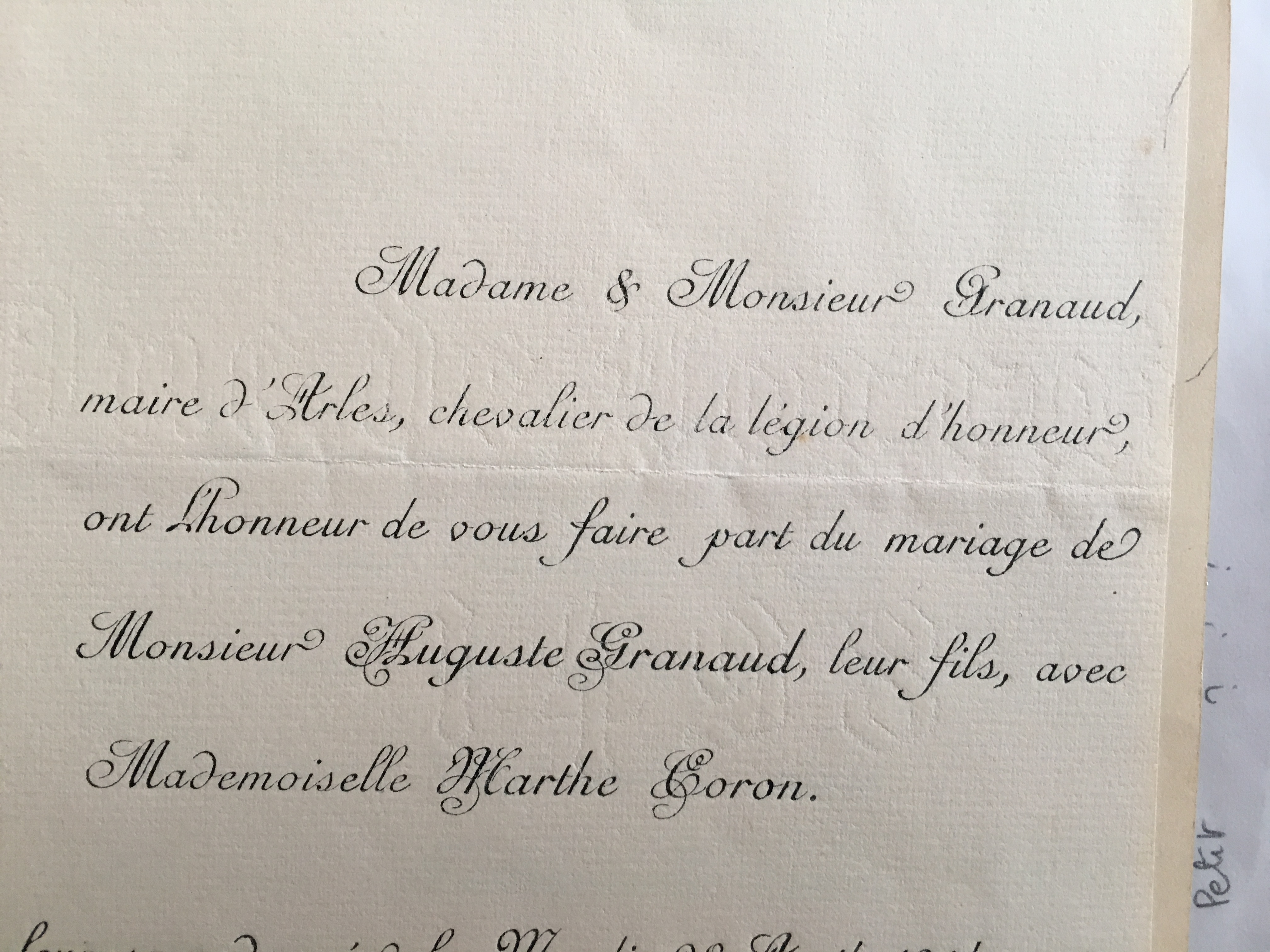
Mariage de son fils

Jean Granaud est le fils de Frédéric et Marie Granaud (née Robert). Il s'est marié à Marie Magdelaine Laugier et ont eu deux enfants, une fille et  Auguste Granaud né le 27 octobre 1881.
Jean Granaud est le grand oncle de l'architecte d'Arles connu dans les Bouches-du-Rhône, Jean Pelissier, mort en 2003. 
De nos jours sa famille habite toujours sur Arles.

## Liste des Mandats
- Conseiller général du Canton de Saintes-Maries-de-la-Mer (1903-1925).
- Maire d'Arles (1908-1919).
- Président du conseil général des Bouches-du-Rhône (1913-1925).

## Distinctions et décorations
- Chevalier de la légion d'honneur
- Commandeur du Mérite Agricole